# Józef Brandt

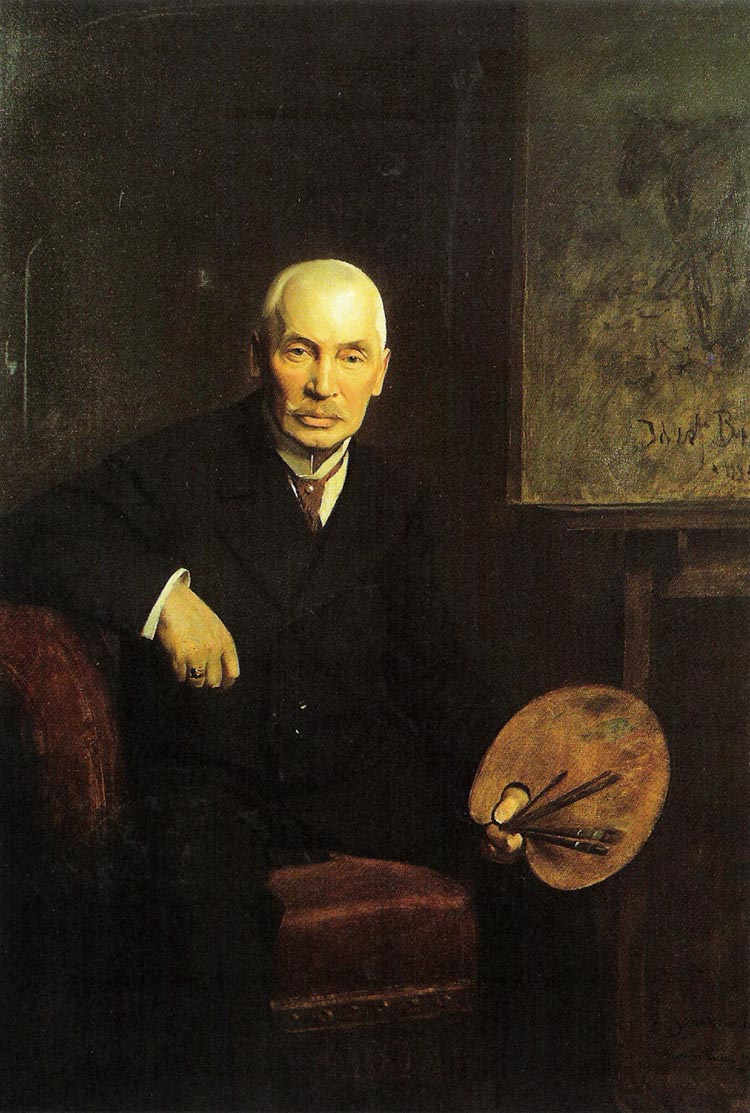
Józef Brandt, door Szankowski.

Józef Brandt (Szczebrzeszyn, 11 februari 1841 - Radom, 12 juni 1915) was een Pools kunstschilder, hoofdzakelijk van geïdealiseerde historische taferelen.

## Leven
Brandt volgde een technische opleiding te Warschau en studeerde van 1858 tot 1860 aan de ‘École centrale Paris’ te Parijs. Daar raakte hij bevriend met zijn landgenoot-schilder Juliusz Kossak, die hem overhaalde zijn wetenschappelijke carrière op te geven en kunstschilder te worden. In 1872 ging hij naar München en schreef zich in bij de Academie voor Schone Kunsten, waar hij les kreeg van Franz Adam en Karl Theodor von Piloty. In 1867 opende hij er een eigen atelier, dat hij gratis openstelde voor Poolse kunstenaars. Hij groeide uit tot de voorman van de zogenaamde Münchense school van Poolse kunstenaars, waartoe onder anderen Leon Wyczółkowski, Tadeusz Ajdukiewicz. Wojciech Kossak en Aleksander Gierymski worden gerekend.

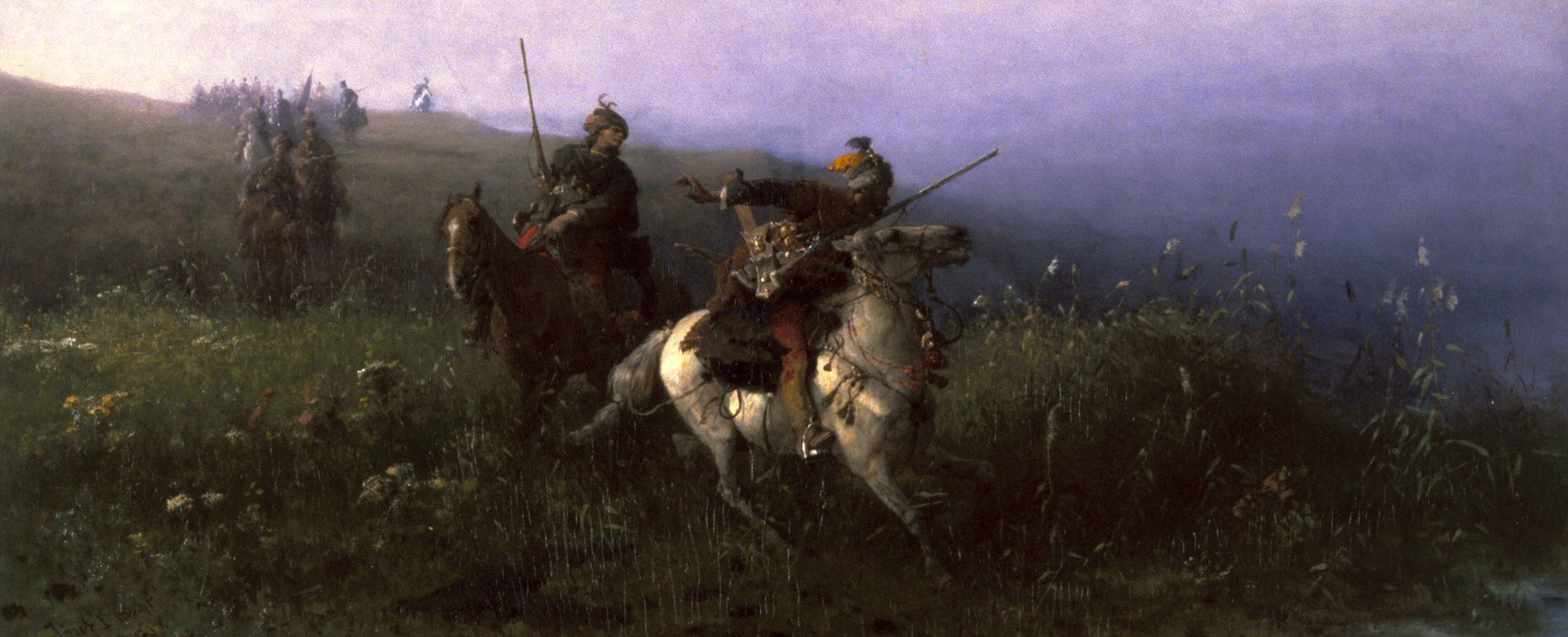
Op verkenning, 1878: twee ruiters verkennen het terrein, speurend naar soldaten in een hinderlaag, terwijl het leger op de achtergrond volgt. Het besef dat dood en verderf nabij zijn, is bijna voelbaar

Als kunstenaar was Brandt erg productief en zowel financieel als professioneel ging het hem erg voor de wind. Ook als docent was hij succesvol.
In 1877 trouwde hij met Helena Pruszakova, een grootgrondbezitster in Radom. Brandt zou nog lang in München blijven wonen en werken, maar in de zomers ging hij vaak naar Radom om te schilderen. Aldaar overleed hij in 1915, 74 jaar oud.

## Werk
Brandt stond bekend om zijn grote doeken met heftige oorlogsscènes. Hij was gespecialiseerd in strijdtonelen van de zeventiende-eeuwse oorlogen tussen de Oekraïense Kozakken en het Pools-Litouwse Gemenebest, evenals de Zweedse invasie en die van de Mongolen. Zijn werken waren non-realistische, geïdealiseerde taferelen, maar hij probeerde wel de uitrusting, het wapentuig, de munitie en de geschutwagens uit die tijd accuraat af te beelden: zijn atelier stond vaak vol met voorwerpen en modellen.
Brandt stond ook bekend als een vakman die met name de anatomie van paarden en hun ruiters sterk weergaf. De actie en het gewoel van de strijd behoorden tot zijn specialiteiten. Uit zijn werk spreekt een groot inlevingsvermogen.

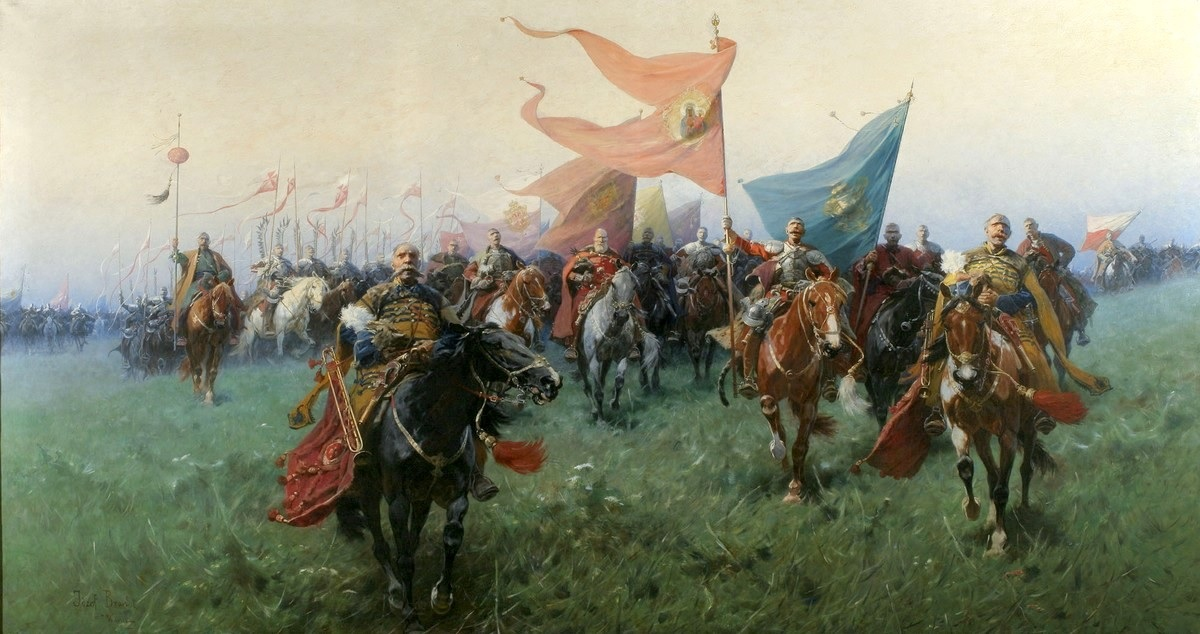
Soldaten die voor ze ten strijde trekken de Bogurodzica zingen, een Poolse hymne uit de 13e eeuw